# Curcuma eburnea
Curcuma eburnea là một loài thực vật có hoa trong họ Gừng. Loài này được Jana Leong-Škorničková, Piyakaset Suksathan và Sutthinut Soonthornkalump mô tả khoa học đầu tiên năm 2020.

## Từ nguyên
Tính từ định danh bắt nguồn từ tiếng Latinh eburneus, để chỉ màu trắng ngà/kem của các lá bắc của loài này.

## Mẫu định danh
Mẫu định danh: Leong-Škorničková, J. GRC-179; thu thập ngày 24 tháng 9 năm 2013 từ Vườn Thực vật Hoàng hậu Sirikit, nguyên được lấy giống từ Vườn quốc gia Khun Chae, tây nam tỉnh Chiang Rai, Thái Lan. Ở tỉnh Lampang, loài cây này được gọi là kai laen (ไข่ แลน, nghĩa là trứng kỳ đà, để nói tới màu sắc của lá bắc). Theo Wannakrairoj (1996), tên thông dụng của loài này ở Thái Lan là thep prasit (theph pras̄ithṭhi, เทพ ประสิทธิ, nghĩa là cây do thiên thần tạo ra).

## Phân bố
Loài này có tại các tỉnh Lampang, Chiang Rai và cũng có thể có tại tỉnh Tak, miền bắc Thái Lan. Loài này mọc trong các khu rừng lá sớm rụng hỗn hợp cũng như trong các môi trường sống thứ sinh bị xáo trộn xung quanh các bản làng.

## Mô tả
Cây thảo cao đến 60 cm. Thân rễ hình trứng, ~2,5–4 × 1–2 cm, với các nhánh thanh mảnh đường kính 5–8 mm, vỏ màu nâu, ruột màu vàng nhạt, mùi thơm nhẹ, vị ngọt hơi đắng; củ rễ hình trứng đến hình thoi, ~2,5 × 1,5 cm, vỏ màu nâu nhạt, ruột màu trắng với tâm màu trắng trong mờ. Chồi lá 3–6 lá khi ra hoa; thân giả dài tới 15 cm, gồm các bẹ lá sớm rời; các bẹ lá không lá rữa nát khi ra hoa; bẹ lá màu xanh lục, có lông tơ thưa và rất ngắn; lưỡi bẹ dài đến 8 mm, 2 thùy rõ nét, như thủy tinh, màu trắng ánh lục, nửa trong mờ, chuyển thành dạng giấy khi già, nhẵn nhụi, nhưng có lông ngắn ở mép; cuống lá dài 9–18 cm, màu xanh lục, thưa lông rất ngắn; phiến lá hình elip đến hình elip-hình trứng, 20–40 × 8–13 cm, uốn nếp rõ nét, mặt gần trục màu xanh lục tươi, mặt xa trục màu xanh lục nhạt, có lông tơ; gân giữa màu xanh lục, nhẵn nhụi; đáy lệch, thuôn tròn đến gần hình tim; đỉnh nhọn đến nhọn thon; mép như thủy tinh, màu trắng, trong mờ, rộng ~0,5 mm, nhẵn nhụi. Cụm hoa trung tâm, nhiều hoa; cuống cụm hoa dài đến 8 cm, đường kính đến 6 mm, màu xanh lục nhạt, từ rất thưa lông tơ đến nhẵn nhụi, chủ yếu ẩn trong thân giả; chùm xim dài ~7,5 cm, đường kính 4–4,5 cm ở giữa, không mào; lá bắc sinh sản 30–40, 25–3 × 2,25–3,2 cm (lớn hơn ở gốc cụm hoa), hình trứng rộng đến hình bay, nhỏ hơn và hình trứng ở đỉnh, đỉnh nhọn rộng đến tù, uốn ngược, màu trắng kem đến ánh lục nhạt, nhẵn nhụi cả hai mặt, hợp sinh 1/2 đến 1/3 ở phần dưới; bao quanh xim hoa bọ cạp xoắn ốc có 2-3 hoa ở gốc cụm hoa (hoa thứ ba thường kém phát triển hoặc bị thui), 1-2 hoa ở đỉnh; không lá bắc con. Hoa 5–5,5 cm, thò ra từ lá bắc; đài hoa dài 8–10 mm, 3 răng, có vết chẻ một bên 3–4 mm, nửa trong mờ, nhẵn nhụi; ống hoa dài ~3,5 cm, hình trụ hẹp ở đáy cho tới ~2 cm phía trên bầu nhụy, hình phễu ở phần xa, mặt ngoài màu trắng, nhẵn nhụi, mặt trong màu trắng, chủ yếu là nhẵn nhụi, nhưng có lông tơ ở quanh vùng thắt lại, rãnh giữ vòi nhụy nằm ở mặt lưng từ đáy lên đến vùng thắt lại; thùy tràng lưng ~18 × 12 mm, hình trứng tam giác, lõm, có nắp, màu trắng, nhẵn nhụi, đỉnh có mấu nhọn dài ~1,5 mm, nhẵn nhụi; các thùy tràng bên 14–18 × 10 mm, uốn ngược mạnh ngay sau khi nở hoa, hình tam giác với đỉnh thuôn tròn, hơi lõm, màu trắng, nhẵn nhụi; cánh môi 18–20 × 17–18 mm, 3 thùy khó thấy, các thùy bên gấp lên trên, đỉnh của thùy giữa có khía răng cưa với vết chẻ dài đến 5 mm, màu trắng với dải giữa màu vàng tươi chạy qua trung tâm, nhẵn nhụi cả hai mặt; các nhị lép bên ~15 × 12 mm, hình trứng không đều đến hình thoi, màu trắng hoặc với vệt màu ánh vàng ở trung tâm và đỉnh, nhẵn nhụi cả hai mặt; nhị dài 8–9 mm; chỉ nhị dài ~2 mm, rộng 5 mm ở đáy, rộng 2 mm ở đỉnh, màu trắng, thưa lông tơ ở mặt lưng (lông tuyến); bao phấn dài 8–9 mm, có cựa, mô liên kết màu trắng, rậm lông tơ với các lông tuyến rất ngắn, cựa bao phấn dài 1–1,5 mm, hình tam giác hẹp đến hình chỉ, mào bao phấn dày, thuôn tròn, dài 1,5–2 mm và rộng ~3 mm ở gốc, màu trắng; mô vỏ bao phấn dài 6–6,5 mm, màu trắng, nứt dọc theo toàn bộ chiều dài, phấn hoa màu trắng; tuyến trên bầu 2, dài ~3 mm, đường kính ~0,8 mm, hình trụ, màu trắng kem, đỉnh tù; vòi nhụy màu trắng, nhẵn nhụi; đầu nhụy hình đầu, dài ~1 mm, rộng ~1,5 mm, màu trắng; lỗ nhỏ rậm lông rung, hướng về phía trước; bầu nhụy hình trụ, 2 × 2 mm, 3 ngăn, màu trắng, nhẵn nhụi. Không thấy quả. Ra hoa từ tháng 7 đến tháng 9. Các bức ảnh chụp ở miền bắc Thái Lan cho thấy một số quần thể C. eburnea có thể có lá bắc màu hồng nhạt, mặc dù việc xác định chính xác các quần thể này chỉ có thể được xác nhận sau khi kiểm tra mẫu vật với hoa tươi.
Loài này tương tự như C. pierreana ở chỗ cụm hoa kiểu ecomata bao gồm các lá bắc màu trắng kem và bao phấn với các cựa nhỏ hình chỉ, nhưng khác nhau ở chỗ các lá có đáy từ thuôn tròn đến gần hình tim, 30–40 lá bắc, nhị lép màu trắng, cựa bao phấn hướng thẳng về phía trước (so với đáy lá từ thon nhỏ đến tù, 10–20 lá bắc, nhị lép với đỉnh màu tía sẫm, cựa bao phấn cong vào trong ở C. pierreana).
Dạng điển hình của C. pierreana có các nhị lép bên với đỉnh màu tía sẫm, nhưng đôi khi cũng có dạng với các nhị lép bên màu trắng trong một số quần thể, và những cây này có thể khó phân biệt với C. eburnea. Tuy nhiên, sự khác biệt về hình dạng của phiến lá, số lượng lá bắc tạo thành cành hoa và cựa bao phấn giúp phân biệt hai loài này khá dễ dàng. Ngoài ra, C. eburnea chỉ được biết đến ở miền bắc Thái Lan, trong khi C. pierreana, được mô tả ban đầu từ Việt Nam, có phân bố chỉ mở rộng đến hai tỉnh ở cực đông Thái Lan là Sisaket và Ubon Ratchathani. C. vitellina ở miền nam Việt Nam cũng hơi giống ở chỗ cụm hoa kiểu ecomata của nó bao gồm các lá bắc màu trắng kem, nhưng C. vitellina có hoa màu vàng ấm đến vàng cam rực rỡ.
Theo Wannakrairoj (1996), loài này đôi khi được định danh là C. cochinchinensis ở Thái Lan. Maknoi (2006) và Maknoi & Sirirugsa (2012) cũng phần nào từng dùng danh pháp C. cochinchinensis cho loài này, mặc dù có khả năng họ cũng bao gồm các đơn vị phân loại khác trong khái niệm rộng về C. cochinchinensis. Mặc dù nhận dạng thực sự của C. cochinchinensis vẫn còn chưa được hiểu rõ và đang được nghiên cứu thêm, nhưng nó không đồng nhất với C. eburnea vì trong phần mở đầu trong mô tả C. cochinchinensis và mẫu vật gốc đề cập đến một loài với thân rễ bò lan, lưỡi bẹ nhỏ không đáng kể và cụm hoa bao gồm dưới 20 lá bắc.

## Sử dụng
Những cụm hoa non được người dân địa phương dùng như một loại rau. Hoa khô được sử dụng trong thành phần của bùa hộ mệnh Phật giáo và thường được ngâm trong dầu gỗ đàn hương cho nghi lễ xăm mình.